# Paunat

Paunat este o comună în departamentul Dordogne din sud-vestul Franței. În 2009 avea o populație de 310 de locuitori.

## Evoluția populației
| An        | 1975 | 1982 | 1990 | 1999 | 2006 | 2009 |
| --------- | ---- | ---- | ---- | ---- | ---- | ---- |
| Populație | 226  | 217  | 246  | 271  | 303  | 310  |